# 안재훈 (축구 선수)
안재훈(安在勳, 1988년 2월 1일 ~ )은 대한민국의 축구 선수이다. 포지션은 수비수이다. 현재 K3리그의 부산교통공사 소속이다.

## 축구인 경력

### 선수 경력
2011 K리그 드래프트에서 대구 FC에 지명되어 대구에 입단하였다. 제주와의 경기 도중 신영록이 쓰러지자 빠르게 기도를 확보하는 응급 조치를 한 것으로 12월 8일 보건복지부 장관상을 수상하였다. 데뷔 시즌 리그 18경기에 출전하여 2도움을 기록하였다. 2013년 후반기 수원 FC로 임대되었다.
2018시즌을 앞두고 천안시청으로 이적했다.
2020시즌을 앞두고 부산교통공사에 입단했다.